# Oleksandr Radchenko
Oleksandr Borysovych Radchenko (en ucraniano: Радченко Олександр Борисович; Mariúpol, Ucrania, 19 de julio de 1976-7 de febrero de 2023) fue un futbolista ucraniano que jugaba en la posición de defensa.

## Carrera deportiva
Oleksandr Borysovych nació en Mariupol, donde comenzó su carrera como jugador. El apogeo de su carrera cayó en los años 1993-1997, cuando brilló en Mariupol "Metalurg". Durante este tiempo, Radchenko participó en 146 partidos, donde marcó cuatro goles.
En 1997, Igor Belanov lo recomendó al Dynamo de Kiev, donde Oleksandr continuó su carrera. Jugó en el equipo capitalino hasta 2002. También jugó para Dnipro, Zakarpattia, Kryvbas y Volyn. Terminó su carrera futbolística en 2009. Posteriormente se dedicó a entrenar, dando clases a niños en la Escuela Deportiva Juvenil “Dynamo” que lleva el nombre V. Lobanovskyi. Disputó diecisiete partidos con la selección nacional de Ucrania.

## Clubes
| Club                | País    | Año       |
| ------------------- | ------- | --------- |
| FC Dinamo de Kiev   | Ucrania | 1997-2002 |
| FC Hoverla Uzhhorod | Ucrania | 2001-2002 |
| FC Dnipro           | Ucrania | 2002-2006 |
| FC Kryvbas          | Ucrania | 2007-2009 |
| FC Volyn Lutsk      | Ucrania | 2009      |